# Condado de Polk (Iowa)
O Condado de Polk (em inglês:  Polk County) é um dos 99 condados do estado norte-americano do Iowa. A sede e maior cidade do condado é Des Moines. Foi fundado em 1846.
O condado tem uma área de 1 532 km², dos quais 1 486 km² estão cobertos por terra e 46 km² água, uma população de 430 640 habitantes, e uma densidade populacional de 289,78 hab/km² (segundo o censo nacional de 2010). É o condado mais populoso do Iowa.